# Listă de filme produse de Imperiul Rus
Aceasta este o listă de filme produse în Imperiul Rus în perioada 1908–1917:
| 1908                                                                  |                                      |  |  |  |
| Bolshoy chelovek (Большой человек)                                    | Alexander Drankov                    |  |  |  |
| Drama in a Gypsy Camp near Moscow (Драма в таборе подмосковных цыган) | Vladimir Siversen                    |  |  |  |
| Find Your Face                                                        | Vasil Amashukeli                     |  |  |  |
| The Marriage of Krechinsky (Свадьба Кречинского)                      | Alexander Drankov                    |  |  |  |
| Seaside Walk                                                          | Vasil Amashukeli                     |  |  |  |
| Stenka Razin (Стенька Разин)                                          | Vladimir Romashkov                   |  |  |  |
| The Diligent Batman (Усердный денщик)                                 | N. Filippov                          |  |  |  |
| 1909                                                                  |                                      |  |  |  |
| Dead Souls (Мертвые души)                                             | Pyotr Chardynin                      |  |  |  |
| The Death of Ivan the Terrible (Смерть Ивана Грозного)                | Vasily Goncharov și Yakov Protazanov |  |  |  |
| Drama in Moscow (Драма в Москве)                                      | Vasily Goncharov                     |  |  |  |
| The Fountain of Bakhchisarai (Бахчисарайский фонтан)                  | Yakov Protazanov                     |  |  |  |
| The Happy-Go-Lucky Merchant (Ухарь-купец)                             | Vasily Goncharov                     |  |  |  |
| Mazeppa (Мазепа)                                                      | Vasily Goncharov                     |  |  |  |
| Resurrection (Воскрешение)                                            | Necunoscut                           |  |  |  |
| A 16th Century Russian Wedding (Русская свадьба 16 века)              | Vasily Goncharov                     |  |  |  |
| Song About the Merchant Kalashnikov (Песнь про купца Калашникова)     | Vasily Goncharov                     |  |  |  |
| The Sorceress (Чародейка)                                             | Pyotr Chardynin și Vasily Goncharov  |  |  |  |
| Vanka-klyuchnik (Ванька-ключник)                                      | Vasily Goncharov                     |  |  |  |

## 1910–1917
| 1910                                                |                                          |  |  |  |
| The Idiot (Идиот)                                   | Pyotr Chardynin                          |  |  |  |
| The Queen of Spades (Пиковая дама)                  | Pyotr Chardynin                          |  |  |  |
| 1911                                                |                                          |  |  |  |
| Defence of Sevastopol (Оборона Севастополя)         | Vasily Goncharov                         |  |  |  |
| 1912                                                |                                          |  |  |  |
| Departure of a Grand Old Man (Уход великого старца) | Yakov Protazanov și Elizaveta Thiman     |  |  |  |
| 1913                                                |                                          |  |  |  |
| The Night Before Christmas (Ночь перед Рождеством)  | Ladislas Starevich                       |  |  |  |
| 1914                                                |                                          |  |  |  |
| Anna Karenina (Анна Каренина)                       | Vladimir Gardin                          |  |  |  |
| 1915                                                |                                          |  |  |  |
| Song of Triumphant Love (Песнь торжествующей любви) | Yevgeni Bauer                            |  |  |  |
| 1916                                                |                                          |  |  |  |
| Miss Peasant (Барышня - крестьянка)                 | Vladimir Gardin și Olga Preobrazhenskaya |  |  |  |
| The Queen of Spades (Пиковая дама)                  | Yakov Protazanov                         |  |  |  |
| 1917                                                |                                          |  |  |  |
| The Cloth Peddler (Arshin mal-alan)                 | Boris Svetlov                            |  |  |  |
| Father Sergius (Отец Сергий)                        | Yakov Protazanov                         |  |  |  |
| Satan Triumphant (Сатана ликующий)                  | Yakov Protazanov                         |  |  |  |